# 太子城遗址
40°55′08″N 115°26′31″E / 40.91898°N 115.44183°E
太子城遗址，位于今中华人民共和国河北省张家口市崇礼区四台嘴乡太子城村村南，东南距北京市区140公里，西距崇礼城区20公里，是中华人民共和国第八批全国重点文物保护单位之一。

## 简介
太子城遗址为金代城址，可能为该朝后期皇室的行宫。其起初为区（县）级文物保护单位。2017年5月12日起对该遗址进行了全面考古勘探工作，以保障2022年北京冬奥会张家口奥运村的建设。2018年2月14日，列入第六批河北省文物保护单位，同年入选“2018年中国考古六大新发现”。2019年10月7日入选第八批全国重点文物保护单位。

## 考古发现
太子城遗址的城址呈长方形，沿西北-东南方向，轴线指向北京城，面积大约为14万平方米。其城墙的内外两侧皆有护城河。城内主要道路为3条南北向的街道和一条东西向的街道。遗址中出土了泥质灰陶砖瓦以及动物形象在内的多种建筑构件，以及青砖和定窑瓷器。根据考古发现，初步判断其为金章宗夏季行营泰和宫。

## 保护
太子城遗址位于北京冬奥会张家口奥运村项目的占地范围内。2017年，为了保障建设顺利进行，多个部门联合对此进行了考古发掘。后为保护遗址，将奥运村整体迁出遗址范围。2019年，河北省在遗址内建设遗址公园，预计于2022年竣工。